# Jack Bailey (cầu thủ bóng đá, sinh năm 1901)
John "Jack" Bailey (sinh năm 1901, ngày mất không rõ) là một cầu thủ bóng đá thi đấu ở vị trí tiền đạo tầm xa cho Southend United và Thames ở Football League.